# Душанци (язовир)
 Тази статия е за язовира в Западна България.  За селото вижте Душанци.  
Язовир „Душанци“ е язовир на река Тополница, с основно предназначение промишлено водоснабдяване. Намира се в Средна гора, на 2 км от село Душанци, община Пирдоп. Дотам най-удобно се пътува с автомобил, по Подбалканския път София – Карлово – Бургас. В посока от София (от запад), отклонението е вдясно, веднага след гр. Пирдоп. В посока от Карлово (от изток), отклонението е за с. Антон, преминава се през центъра на селото и все направо, до с. Душанци. До стената на язовира и извежда продължението на главната улица. Опашката на язовира достига в близост до гара Копривщица.
Местността около язовира се отличава с чист планински въздух и красиви природни гледки. Подходяща е за излети, пикници, водни спортове и риболов.  Къпането в язовира е строго забранено.

## Памет
Построен е паметник в района на язовира, за да напомня за убитите преди 9 септември 1944 г. Салчо Василев, анархистите Нешо Шабанов, Георги Мандулов и братята Гостеви от с. Антон. Намира се на около 15 км. от Копривщица, близо до „Лъженския мост“. Изработен е от копривщенския каменоделец Атанас (Танчо) Юруков през 1956 г. Изпълнен е от куполообразна гранитна морена.